# Binges
Binges is een gemeente in het Franse departement Côte-d'Or (regio Bourgogne-Franche-Comté) en telt 614 inwoners (2005). De plaats maakt deel uit van het arrondissement Dijon.

## Geografie
De oppervlakte van Binges bedraagt 17,5 km², de bevolkingsdichtheid is 35,1 inwoners per km².
De onderstaande kaart toont de ligging van Binges met de belangrijkste infrastructuur en aangrenzende gemeenten.

## Demografie
Onderstaande figuur toont het verloop van het inwonertal (bron: INSEE-tellingen).